# Campionati mondiali di bob 1969
I Campionati mondiali di bob 1969, ventiseiesima edizione della manifestazione organizzata dalla Federazione Internazionale di Bob e Skeleton, si sono disputati a Lake Placid, negli Stati Uniti d'America, sulla pista Mt. Van Hoevenberg Olympic Bobsled Run, il tracciato sul quale si svolsero le competizioni del bob ai Giochi di Lake Placid 1932 (sebbene su una versione differente della pista) e le rassegne iridate maschili del 1949 e del 1961. La località, situata nello Stato di New York, ha ospitato quindi le competizioni iridate per la terza volta nel bob a due e nel bob a quattro uomini.
L'edizione ha visto prevalere l'Italia che si aggiudicò una medaglia d'oro, una d'argento e una di bronzo sulle sei disponibili in totale, sopravanzando la Germania Ovest con un oro, lasciando alla Romania un argento e agli Stati Uniti un bronzo. I titoli sono stati infatti conquistati nel bob a due uomini dagli italiani Nevio De Zordo e Adriano Frassinelli e nel bob a quattro dai tedeschi occidentali Wolfgang Zimmerer, Peter Utzschneider, Walter Steinbauer e Stefan Gaisreiter.

## Risultati

### Bob a due uomini
| Pos. | Atleti                             | Nazione |
| ---- | ---------------------------------- | ------- |
|      | Nevio De Zordo Adriano Frassinelli | Italia  |
|      | Ion Panțuru Dumitru Focșeneanu     | Romania |
|      | Gianfranco Gaspari Mario Armano    | Italia  |

### Bob a quattro
| Pos. | Atleti                                                                   | Nazione        |
| ---- | ------------------------------------------------------------------------ | -------------- |
|      | Wolfgang Zimmerer Peter Utzschneider Walter Steinbauer Stefan Gaisreiter | Germania Ovest |
|      | Gianfranco Gaspari Sergio Pompanin Roberto Zandonella Mario Armano       | Italia         |
|      | Les Fenner Robert Huscher Howard Siler Allen Hachigian                   | Stati Uniti    |

## Medagliere
| Posizione | Nazione        | Oro | Argento | Bronzo | Totale |
| --------- | -------------- | --- | ------- | ------ | ------ |
| 1         | Italia         | 1   | 1       | 1      | 3      |
| 2         | Germania Ovest | 1   | 0       | 0      | 1      |
| 3         | Romania        | 0   | 1       | 0      | 1      |
| 4         | Stati Uniti    | 0   | 0       | 1      | 1      |
| Totale    | Totale         | 2   | 2       | 2      | 6      |